# Крикливый коровий трупиал
Крикливый коровий трупиал (лат. Molothrus rufoaxillaris) — вид птиц рода коровьи трупиалы семейства трупиаловых. Подвидов не выделяют.

## Описание
Представители данного вида (независимо от пола) полностью чёрного цвета, однако на подкрылье присутствуют перья рыжего цвета. Их сложно увидеть. Самка окрашена немного тусклее, чем самец. Ноги чёрные, радужная оболочка красновато-коричневая. Длина тела взрослой особи 18—21 см, а средняя масса взрослой особи — 58 г у самцов и 48 г у самок.

## Распространение
Крикливый коровий трупиал встречается на северо-востоке и в центральной части Аргентины, на юго-востоке Боливии, в центральной части Бразилии и по всему Парагваю и Уругваю.

## Среда обитания
Представители этого вида встречаются до высоты 700 м.

## Питание
Подобно другим коровьим трупиалам, он кормится преимущественно на земле.

## Размножение
Кричащие воловьи птицы моногамны и образуют стабильные пары на время сезона размножения.

### Гнездовой паразитизм
Крикивый коровий трупиал является гнездовым паразитом, паразитирующим преимущественно в гнездах Agelaioides. Крикливый коровий трупиал также паразитирует в гнездах трупиала-чопи (Gnorimopsar chopi) и коричнево-жёлтого болотного кассика (Pseudoleistes virescens).

## Продолжительность поколения
Продолжительность поколения представителей данного вида составляет 4,6 года.

## Популяция
Популяция вида крикливый чёрный трупиал стабильна.